# Guillaume Humbert
Guillaume Humbert (Wiljem Pariški), francoski dominikanski menih in vrhovni inkvizitor Francije, † 1314.
Bil je spovednik kralja Filipa IV. Francoskega »Lepega«.
Inkvizitor Francije je postal leta 1303 in začel z zaroto proti vitezom Templjarjem v letu 1307, z namenom prevzema njihovega bogastva v korist francoskega kralja in z njegove strani nastavljenega papeža Klemna V.
Osebno je izvajal in nadzoroval izjemno huda mučenja vitezov Templjarjev in s tem od njih izsilil izmišljena priznanja o hereziji, homoseksualnosti in čaščenju hudiča. Leta 1310 je na grmadi pod obtožbo herezije sežgal krščansko mističarko Marguerite Porete, ker se njeno knjižno delo o božji ljubezni Ogledalo preprostih duš ni ujemalo s krščansko doktrino.
Ubit je bil z bodalom kmalu po umoru velikega mojstra vitezov Templjarjev Jacquesa de Molaya v letu 1314, ki je kralja Filipa Lepega, papeža Klemena V. in zarotnike med gorenjem na grmadi dne 18. marca 1314 preklel s pozivom k Božji sodbi. V nešteto raziskavah skozi stoletja je postalo jasno, da je bil proces proti vitezom Templjarjem osnovan na neresničnih in izmišljenih obtožbah, pri njihovi kreaciji pa je imel kraljev zaupnik in spovednik Guillaume Humbert izjemno veliko vlogo. 